# عاصم باسو
عاصم باسو قالب:Lang-or هو رسام وممثل هندي (وحمل سابقاً جنسية الراج البريطاني)، ولد في 30 نوفمبر 1935 في الهند، وتوفي بنفس المكان في 1 فبراير 2017.

## وصلات خارجية
- عاصم باسو على موقع IMDb (الإنجليزية)
- عاصم باسو على موقع IMDb (الإنجليزية)